# Подкурье
Подкурье — деревня в Гдовском районе Псковской области России. Входит в состав городского поселения «Гдов».
Расположена в 3 км к северу от Гдова, в 1 км от берега Чудского озера.

## Население
| 2001 | 2002 | 2010 |
| ---- | ---- | ---- |
| 21   | ↘12  | ↗18  |

## История
До 2005 года деревня входила в состав ныне упразднённой Гдовской волости.